# Publi Vinici
Publi Vinici (en llatí Publius Vinicius M. F. P. N.) va ser un magistrat romà, fill de Marc Vinici.
Va ser cònsol l'any 2 junt amb Publi Alfè Var, any en què Tiberi va retornar a Roma des de  Rodes. Sèneca el vell el menciona junt amb un germà de nom Luci, i diu que eren destacats oradors.